# Nacionalidad del buque
La nacionalidad del buque es el vínculo jurídico que une a un determinado buque con el Estado al que pertenece y cuyo pabellón nacional o bandera de popa enarbola.
En tiempos pasados, la nacionalidad del buque era un elemento subjetivo de gran importancia porque le permitía gozar de la protección de las leyes del Estado de su abanderamiento mientras se encontrase en aguas internacionales.
Modernamente, con la proliferación de los pabellones o banderas de conveniencia, la nacionalidad del buque ha ido perdiendo su vigencia.

## Derecho internacional
En el Derecho internacional público, el otorgamiento de la nacionalidad del buque se regula por la Convención de las Naciones Unidas sobre el Derecho del Mar, hecha en Montego Bay el 10 de diciembre de 1982, cuyo artículo 91 establece lo siguiente: «1. Cada Estado establecerá los requisitos necesarios para conceder su nacionalidad a los buques, para su inscripción en un registro en su territorio y para que tengan el derecho de enarbolar su pabellón. Los buques poseerán la nacionalidad del Estado cuyo pabellón estén autorizados a enarbolar. Ha de existir una relación auténtica entre el Estado y el buque. 2. Cada Estado expedirá los documentos pertinentes a los buques a que haya concedido el derecho a enarbolar su pabellón».

## Régimen jurídico español
En el Derecho español, la regulación la encontramos en la Ley 14/2014, de 24 de julio, de Navegación Marítima y en el Real Decreto 1027/1989, de 28 de julio, sobre abanderamiento, matriculación de buques y registro marítimo.
El artículo 88 de la citada Ley 14/2014, de 24 de julio, de Navegación Marítima, establece lo siguiente: «El abanderamiento es el acto que otorga el derecho a enarbolar el pabellón español. Todos los buques matriculados en el Registro de Buques y Empresas Navieras estarán abanderados en España. Las condiciones para la concesión del abanderamiento se rigen por lo dispuesto en la normativa de marina mercante». Y de acuerdo con el artículo 90: «Los buques debidamente matriculados y abanderados en España tendrán, a todos los efectos, la nacionalidad española».
Por otro lado, el artículo 14 del citado Real Decreto 1027/1989 establece lo siguiente: «Se entiende por abanderamiento de un buque el acto administrativo por el cual y tras la tramitación, prevista en este Real Decreto, se autoriza a que el buque arbole el pabellón nacional». Y de conformidad con su artículo 2: «Para estar amparados por la legislación española, acogidos a los derechos que ésta concede y arbolar la bandera española, los buques, embarcaciones y artefactos navales deberán estar matriculados en uno de los Registros de Matrícula de Buques de las Jefaturas Provinciales de Marina Mercante. Cada buque, embarcación o artefacto naval sólo podrá estar matriculado en uno de los Registros enunciados en el párrafo anterior».